# Región de la Cuenca del Papaloapan
Cuenca del Papaloapan es una de las ocho regiones del estado de Oaxaca en México. Es muy próspera y dinámica, de valiosa importancia en la economía Estatal Oaxaqueña. Su gran potencial económico ha provocado que su población crezca en estos últimos años, como es el caso de la Ciudad de Tuxtepec, que se ha convertido en la segunda ciudad más poblada del estado de Oaxaca y es principal núcleo poblacional y económico de esta región.
Esta es la región más industrializada y con menor influencia indígena en su vida cultural y social. Enfrenta, sin embargo, problemas de contaminación en sus ríos (principalmente en el Papaloapan) provocado por las industrias locales además de una creciente erosión por el mal empleo de la ganadería.

## Geografía
Limita al norte con el Estado de Veracruz (con el cual se encuentra muy ligado cultural y comercialmente) y el Estado de Puebla; colinda al este con la Región Sierra de Flores Magón; al Oeste con el Estado de Veracruz y se encuentra al Sur con la Región Sierra Norte. Tiene una superficie de 8,678 km² . Únicamente dos Distritos la integran; Choapan y Tuxtepec, región con el menor número de municipios, al contar únicamente con 20.
Su clima es estable, predominando el cálido húmedo con lluvias todo el año -Af-, semicálido húmedo - ACF- y el templado húmedo -C(m)-. La temperatura promedio, son las más altas en el Estado de Oaxaca, va de 18 °C a 50 °C, y las lluvias son copiosas y abundantes, el promedio anual de la precipitación es de 2,000 mm (200 cm) hasta 4,500 mm (450 cm.)

## Población
Según datos obtenidos por el II Conteo de Población y Vivienda INEGI 2005, la Región de la Cuenca del Papaloapan tiene una población de 429,681 Habitantes, que representa el 12.25% del Total de la población de la Entidad Oaxaqueña. La densidad de población regional es de 49.51 habitantes por kilómetro cuadrado.

## Biodiversidad
Es una región de variada flora y exuberante vegetación, pues cuenta con amate, caoba, roble, palma, ceiba y cedro. 
Es una de las regiones del Estado de Oaxaca que cuenta con una variedad de animales como puerco espin, armadillo, jaguar, mapache, gran variedad de aves, zorra gris, temazates, iguanas verdes y venado cola blanca.

## Economía
Existe un gran potencial económico más importante del Estado de Oaxaca, se ha convertido en el punto de reunión principal para las actividades de compra-venta de los lugares circunvecinos y se ubica como la más dinámica del estado.
El comercio es la actividad más importante y de mayor crecimiento. Mantiene relaciones comerciales más frecuentes con los Estados de Veracruz, Puebla y el Distrito Federal y también en menor escala con las ciudades de Oaxaca de Juárez, Guadalajara y Monterrey. 

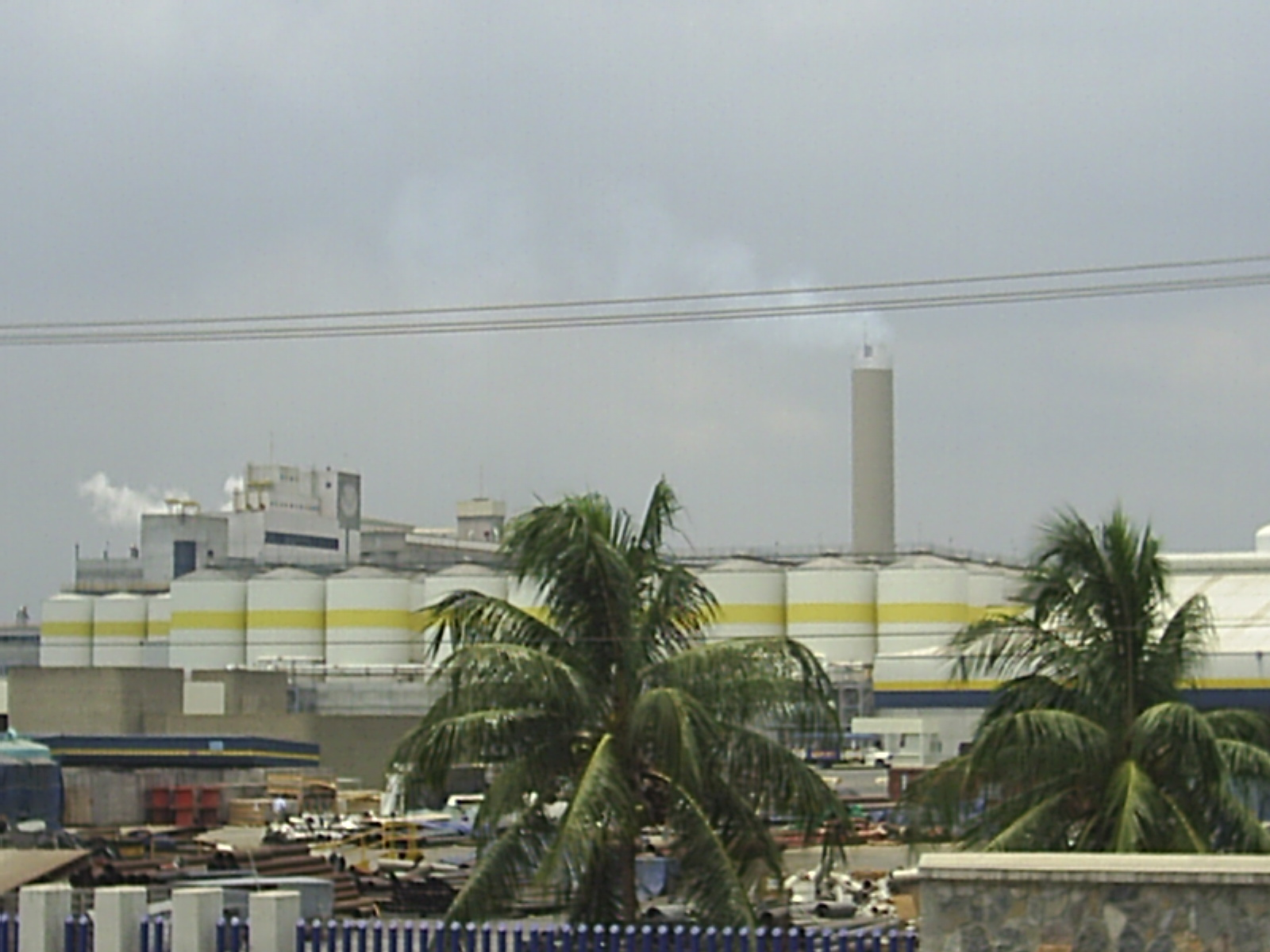
Esta región es la más industrializada de Oaxaca.

Cuenta con importante infraestructura hidráulica por las presas existentes de Temazcal o Miguel Alemán y la Cerro de oro o Miguel de la Madrid, que generan energía eléctrica que abastece a su mismo estado y parte de Veracruz y Puebla.
Se fabrican a pequeña escala muebles de madera fina, existen ingenios azucareros, plantas químicas, de refrigeración, empacadoras de frutas, Fábricas de papel, destiladora de etanol y una Cervecera.
Posee yacimientos de petróleo, oro, uranio, carbón, cobre, que todavía no han sido explotados. 
Gracias a la fertilidad que brinda el Río Papaloapan en todos los municipios de esta región se cultiva la piña (siendo una de las zonas más importantes, en cuanto a su producción), arroz, mango, litchi, plátano, caña de azúcar, sandía, chile verde, tabaco, limón, plantios de hule, malanga y naranja.
Existen grandes cantidades de pastizales, lo que la hace una gran región ganadera, de forma extensiva. Sus principales ganados son Bovinos, Caballar de pura sangre, porcinos y aves de corral, que poco a poco acaban con la fertilidad de los suelos cuenqueses.
Se ha desarrollado la acuicultura comercial, con captura de mojarras, tilapia, tenhuayaca y colorada, dentro de los manantiales, presas y ríos de esta región.

## Grupos indígenas
Su población actual la conforman chinantecos, mazatecos, mixes, pueblo zapoteco de la Sierra y el Istmo y mestizos conocidos como Cuenqueños. Uno de cada tres habitantes es indígena mas existe una gran población mestiza de orígenes indígenas.
La Región de la Cuenca del Papaloapan, dada su ubicación geográfica su paisaje es selva y difiere de la región baja de llanos de caña de azúcar. Antes de 1958, la región era representada en los Lunes del Cerro por el "Fandango. Fue entonces cuando el Gobernador Alfonso Pérez Gasga decidió que se sustituyera éste, por un bailable nuevo, con rasgos más oaxaqueños, creándose el baile "Flor de Piña", que hasta la fecha asiste cada año a la Guelaguetza en representación del municipio, pues los demás municipios llevan ahora sus bailes representativos.

## Historia Regional
Esta región fue la primera que tuvo contacto con los conquistadores españoles, llegados en busca de los ríos de oro de la chinantla. El primer asentamiento importante fue la Villa de Tuxtepec llamada Villa de Medellín por españoles aunque siguió poblada por indígenas en su gran mayoría. Poco después un pequeño núcleo simbólico de esclavos libres fue asentado en Santa María de Guadalupe de los Negros de Amapa formado con Cimarrones que huyeron de la esclavitud en las haciendas azucareras de Córdoba. Para el 15 de marzo de 1825 Tuxtepec fue decretado como municipio por la Cámara de Comercio Local.
Durante la independencia, se asentó un núcleo rebelde de Serranos en Soyaltepec. 
Hasta los finales de la década de los años 1960 y principio de 1970, a los gobernantes Oaxaqueños les empezó a interesar la región, dándose cuenta de que contaba con un futuro prominente en su desarrollo y potencial económico. Fue con el gobernador Victor Bravo Ahuja (originario de Tuxtepec) que se le diera un fuerte impulso para el desarrollo y la modernización que experimetaría toda la zona; dado que en tan poco tiempo, que pasó a ser un gran exponente en el ámbito agrícola, ganadero, comercial e industrial de todo el estado.
Actualmente[¿cuándo?] sufre de grandes problemas de contaminación en el río Papaloapan y un aumento, alarmante, de erosión, gracias a la ganadería.

## Atractivos Turísticos
La región posee numerosos balnearios; de los más atractivos se encuentran en otros municipios pertenecientes al afluente del Río Valle Nacional; como lo son Zuzul, Los Cocos, Piedra Quemada, Los Sauces, ubicados en los municipios de San José Chiltepec y Santa María Jacatepec y Cerro Marín o Monte Flor, en Valle Nacional; todos de gran afluencia debidos al exquisito clima tropical de la zona, donde todavía se escucha el canto de aves exóticas, como los tucanes, guacamayas, loros, pelícanos. Resaltan en los márgenes de las aguas cristalinas de la zona a la sombra de sus cerros con exuberante vegetación y bajo las nubes que cubren los bosques mesófilos de la Sierra Juárez.
El Ecoturismo es la principal forma de esta actividad, por poseer la región numerosos arroyos, grutas, cavernas, pantanos y lagunas de aguas sulfurosas; que brindan la oportunidad al senderismo de montaña de bosque, paseo a caballo por la selva y la aventura de explorar sus cavernas y zonas únicas por su enorme diversidad de paisajes, climas y lugares.